# Lord-lieutenant du Herefordshire
Ceci est une liste de personnes qui ont servi comme lord-lieutenant du Herefordshire. Avant la guerre civile anglaise, la lieutenance du Herefordshire était toujours détenue par le lord-lieutenant du pays de Galles, mais après la Restauration anglaise, ses lieutenants ont été nommés séparément.

## Lord Lieutenants du Herefordshire jusqu'en 1974
voir Lord-lieutenant du pays de Galles pour les lieutenants avant la guerre civile anglaise
- Robert Devereux (3e comte d'Essex) (nommés par le Parlement), 1642 – 14 septembre 1646
- Interregnum
- Henry Somerset (1er duc de Beaufort), 30 juillet 1660 – 22 mars 1689
- Charles Gerard, 1er comte de Macclesfield, 22 mars 1689 – 31 mai 1694
- Charles Talbot (1er duc de Shrewsbury), 31 mai 1694 – 15 juin 1704
- Henry Grey (1er duc de Kent), 15 juin 1704 – 18 novembre 1714
- Thomas Coningsby, 1er comte Coningsby, 18 novembre 1714 – 11 septembre 1721
- James Brydges, 1er duc de Chandos, 11 septembre 1721 – 16 juillet 1741
- Charles Hanbury Williams, 16 juillet 1741 – 5 juin 1747
- John Bateman (2e vicomte Bateman), 5 juin 1747 – 2 mars 1802
- George Capell-Coningsby 5e comte d'Essex, 20 mars 1802 – 28 octobre 1817
- John Cocks 1er comte Somers, 28 octobre 1817 – 5 janvier 1841
- William Bateman, 1er baron Bateman, 29 janvier 1841 – 22 juillet 1845
- John Somers-Cocks, 2e comte Somers, 6 août 1845 – 5 octobre 1852
- William Bateman-Hanbury, 2e baron Bateman, 11 novembre 1852 – 30 novembre 1901
- John Hungerford Arkwright, 27 janvier 1902 – 5 décembre 1904[1]
- Sir John Cotterell, 4e baronnet, 5 décembre 1904 – 27 juillet 1933
- Arthur Somers-Cocks, 6e baron Somers, 27 juillet 1933 – 14 juillet 1944
- Sir Richard Cotterell, 5e baronnet 28 février, 1945 – 12 juillet 1957
- James Thomas, 1er vicomte Cilcennin, 9 septembre 1957 – 13 juillet 1960
- John Francis Maclean, 18 octobre 1960 – 31 mars 1974 †

Le 31 mars 1974 la majeure partie du Worcestershire fusionne avec le Herefordshire pour former le nouveau comté de Hereford and Worcester (voir lord-lieutenant de Hereford and Worcester). Après l'abolition du Hereford and Worcester en 1998 après seulement 24 ans, les deux comtés sont de nouveau deux comtés administratifs distincts ainsi que deux zones de lieutenance distinctes.
† Devenu lord-lieutenant du Hereford and Worcester le 1er avril 1974.

## Lord Lieutenants du Herefordshire 1998–présent
- Sir Thomas Dunne, 1er avril 1998 – 24 octobre 2008
- Susan Bligh, comtesse de Darnley, 24 octobre 2008